# Wow (Kylie Minogue)
"Wow" je dance-pop pjesma australske pjevačice Kylie Minogue. Objavljena je kao drugi singl s njenog desetog studijskog albuma, X, u veljači 2008. godine u izdanju diskografske kuće Parlophone.

## O pjesmi
Pjesmu napisali su Minogue, Greg Kurstin i Karen Poole a producirao ju je Kurstin. Postigla je komercionalni uspjeh, dospijevajući na jedno od prvih 20 mjesta na većini top ljestvica na koje je dospjela. Pjesma je objavljena kao treći singl s albuma X u Europi u lipnju, a u Centralnoj Americi nije objavljena kao singl. Pjesma sadrži isječke iz Madonnine pjesme "Holiday". 
Minogue je izvodila pjesmu na sljedećim koncertnim turnejama:
- KylieX2008
- For You, For Me Tour
- Aphrodite World Tour

Pjesma je također izvedena u televizijskoj emisiji iz 2007. godine, The Kylie Showu.
Minogue je prvi put uživo izvela pjesmu u emisiji The Kylie Show u studenom 2007. godine, kao jednu od novih pjesama s njenog albuma X. Nastupala je u srebrnoj haljini s resicama, a plesači su imali valovite kostime i perike. Snimak je dostupan na YouTube-u.
Također, pjesma je korištena u finalnoj emisiji američkog TV showa So You Think You Can Dance. "Wow" je također korištena kao pozadinska glazba u epizodama od ABC-jevih serija Kućanice i Brothers and Sisters u travnju 2008. godine.

### Uspjeh na top ljestvicama
15. prosinca 2007. godine, Minogue je izvela "Wow" na finalu četvrte sezone od The X Factor. Nakon nastupa, pjesma je debitirala na 32. mjestu ljestvice UK Singles Chart 24. prosinca 2007. godine, samo zbog prodanih digitalnih primjeraka. Deset tjedana kasnije, pjesma je dospjela na 5. mjesto. U veljači 2008. godine, pjesma je završila na vrhu ljestvice UK Upfront Club.
U Australiji, "Wow" je službeno puštena na radiju 14. siječnja 2002. godine. Pjesma je debitirala na 11. mjestu, i ostala na ljestvici 6 tjedana.
Pjesma je trebala biti debitantski singl s albuma u SAD-u, ali je na kraju odluka pala na pjesmu "All I See" koja ima više R&B osjećaja da se svidi američkim slušateljima, ali je pjesma, kad je objavljena na američkim radijskim postajama, postigla priličan uspjeh, te ubrzo završila na devetnaestom mjestu ljestvice Billboard Dance Radio Airplay.
Na rumunjskoj ljestvici Romanian Singles Chart, pjesma je debitirala na 63. mjestuu veljači, i završila na 42. mjestu u lipnju, postajući Minogueina prva pjesma koja je na toj ljestvici zaobišla prvih 20 mjesta.

## Kritički osvrti
"Wow" je primila različite kritike od pop glazbenih kritičara. 

### Digital Spy
Alex Fletcher je za Digital Spy napisao da su pjesmini "disko ritmovi i vrtlozi i sintsajzeri sjajna zabava", ali je rekao da "Wow" "nema 'oomph' faktor zbog kojeg padnemo za njom kao što smo u prošlosti".

### The Guardian
U kritici za The Guardian, Alexis Petridis nazvao je pjesmu "fantastičnom" i usporedio je s Minogueinim pjesmama koje je radila sa Stock, Aitken and Waterman.

### Pitchfork Media
Kritičar za Pitchfork Media Tom Ewing napisao je da pjesmino "uzbuđenje je zarazno" iako se   "kukavički elektro seksepil može osjećati izmišljenim".

## Popis pjesama
| Digitalni download (Objavljeno 18. veljače 2008.) 1. "Wow" UK CD singl #1 (CDR6754; Objavljeno 18. veljače 2008.) 1. "Wow" 2. "Cherry Bomb" (Minogue, Karen Poole, Christian Karlsson, Pontus Winnberg, Jonas Quant) UK CD singl #2 (UK: CDRS6754; Objavljeno 18. veljače 2008.) 1. "Wow" 2. "Do It Again" (Minogue, Kurstin, Poole) 3. "Carried Away" (Minogue, Kurstin, Poole) 4. "Wow" (Death Metal Disco Scene mix) UK 12" Picture disk (12R6754; Objavljeno 18. veljače 2008.) 1. "Wow" 2. "Wow" (CSS remix) 3. "Wow" (F*** Me I'm Famous remix by David Guetta + Joachim Garraud) 4. "Wow" (MSTRKRFT remix) Australski CD singl (5144270082; Objavljeno 16. veljače 2008.) 1. "Wow" 2. "Do It Again" 3. "Carried Away" 4. "Wow" (Death Metal Disco Scene mix) | Digitalni download Bundle #1 (Objavljeno 16. veljače 2008.) 1. "Wow" 2. "Do It Again" 3. "Carried Away" 4. "Cherry Bomb" Digitalni download Bundle #2 (Objavljeno 16. veljače 2008.) 1. "Wow" 2. "Wow" (CSS remix) 3. "Wow" (MSTRKRFT remix) 4. "Wow" (F*** Me I'm Famous remix by David Guetta + Joachim Garraud) 5. "Wow" (Death Metal Disco Scene mix) Digitalni download Bundle #3 (Objavljeno 16. veljače 2008.) 1. "Wow" (Edit) 2. "2 Hearts" (Mark Brown's Pach Ibiza Upper Terrace mix) 3. "Wow" music video (UK only) EU 2 Track CD (Objavljeno 6. lipnja 2008.) 1. "Wow" 2. "Can't Get You Out of My Head" (Greg Kurstin Remix) EU Maxi CD (Objavljeno 4. srpnja 2008. 1. "Wow" 2. "Wow" (Death Metal Disco Scene Mix) 3. "Wow" (CSS Remix) 4. "Wow" (Spot) |

## Videospot
Spot za pjesmu snimljen je u Los Angelesu pod redateljskom palicom redateljice Meline zajedno s spotom za pjesmu "In My Arms" u ranom siječnju 2008. godine. Spot prikazuje Minogue kako pleše u futurističkom noćnom kluu okružena plesačima u vanzemaljskim kostimima. Spot započinje Minogueinom siluetom na osvijetljenoj pozadini. Onda je ona prikazana u bijeloj trenirci s jako svijetlom bob frizurom okružena grupom plesača. Scene Minogue i njenih plesača kako plešu ispred osvijetljene pozadine su pomiješane.
Svjetska premijera spota bila je na web stranici PerezHilton.com 29. siječnja 2008. godine. Trebala je biti na TV programu Channel 4 u Ujedinjenom Kraljevstvu 30. siječnja 2008. godine, ali je otkazana. Medijski regulator Ofcom uklonio je spot nakon što su otkrili da ima previše šarenih svjetala i da zato nije podoban za sve gledaoce. Spot je uređen i postavljen na televizije Ujedinjenog Kraljevstva idućeg tjedna.
Spot je Minoguein drugi najgledaniji službeni spot na YouTubeu, s preko, 5 milijuna pregleda.

## Top ljestvice
| Top ljestvica (2008.)  | Najviša pozicija |
| ---------------------- | ---------------- |
| Australija             | 11               |
| Belgija                | 37               |
| Europa                 | 18               |
| Euro Digital Tracks    | 16               |
| Euro Digital Songs     | 13               |
| Njemačka               | 41               |
| Global Dance Tracks    | 21               |
| Irska                  | 10               |
| Italija                | 24               |
| Rumunjska              | 42               |
| Rusija                 | 120              |
| Švedska                | 32               |
| Nizozemska             | 15               |
| Švicarska              | 51               |
| Turska                 | 15               |
| Ujedinjeno Kraljevstvo | 5                |

## Povijest objavljivanja
| Regija                 | Datum              |
| ---------------------- | ------------------ |
| Australija             | 16. veljače 2008.  |
| Ujedinjeno Kraljevstvo | 18. veljače 2008.  |
| Europa                 | 6. lipnja 2008.    |
| Njemačka               | 4. srpnja 2008.    |
| SAD                    | 30. kolovoza 2008. |

## Impresum
Sljedeći ljudi doprinijeli su stvaranju pjesme "Wow":
- Kylie Minogue – glavni vokali
- Greg Kurstin - produkcija, svi instrumenti, mikseta
- Karen Poole – pozadinski vokali, vokalna produkcija
- Eddie Miller – audio tehnika
- Geoff Pesche - dirigent
- Snimljeno u Magnetic Studios u Ibizi i Echo Studios u Los Angelesu, Kalifornija